# Gare de Saint-Médard-de-Guizières
Gare de Saint-Médard-de-Guizières vasútállomás Franciaországban, Saint-Médard-de-Guizières településen.

## Vasútvonalak
Az állomást az alábbi vasútvonalak érintik:
- Coutras-Tulle-vasútvonal

## Kapcsolódó állomások
A vasútállomáshoz az alábbi állomások vannak a legközelebb:
- Gare de Coutras
- Gare de Saint-Seurin-sur-l'Isle